# 2e bataillon de volontaires de l'Eure
Pour les articles homonymes, voir 2e bataillon.
Le 2e bataillon de volontaires de l'Eure, était une unité militaire de l’armée française créée sous la Révolution française. Il fut également appelé plus simplement 2e bataillon de l'Eure.

## Création et différentes dénominations
Le 2e bataillon de volontaires de l'Eure est formé à 8 compagnies et 1 compagnie de grenadiers le 10 septembre 1791 à Évreux.
- Compagnie de grenadiers
- 1re compagnie de Bourg-Achard et Routot
- 2e compagnie de Quillebeuf et Bourg-Theroulde
- 3e compagnie de  Cormeilles, Lieurey et Montfort
- 4e compagnie de Pont-Audemer, Beuzeville et Saint-Georges
- 5e compagnie
- 6e compagnie de Bernay
- 7e compagnie de Bernay
- 8e compagnie

Le 2e bataillon de volontaires de l'Eure est dissous à Lyon le 2 septembre 1796 lors de son amalgame pour former, avec la 28e demi-brigade de première formation (2e bataillon du 14e régiment d'infanterie (ci-devant Forez), 6e bataillon de volontaires de la Manche, 10e bataillon de volontaires de la Manche), la 184e demi-brigade de première formation (2e bataillon du 104e régiment d'infanterie, 27e bataillon de volontaires des réserves et 9e bataillon de volontaires du Pas-de-Calais), le 14e bataillon de volontaires de la Seine-Inférieure également appelé 3e bataillon de volontaires de Rouen et le Dépôt du 2e bataillon du 15e régiment d'infanterie (ci-devant Béarn) la 40e demi-brigade de deuxième formation.

## Commandants
- 1791-1793 : Charles Nicolas Adrien Delanney lieutenant-colonel en chef

## Historique des garnisons, combats et batailles

### 1791
Le bataillon est composé de volontaires des districts de Bernay et de Pont-Audemer, formés en compagnies dès le 28 août, rassemblés à Évreux le 10 septembre, et organisés en bataillon aussitôt. 
 Il est passé en revue, le 12 septembre, par le maréchal de camp Charles Bernard Joseph Percin de La Valette, assisté du commissaire des guerres et part le 16 septembre pour Pont-l'Évêque et environs, où il passe l'hiver.

### 1792
En janvier 1792 le bataillon se trouve réparti entre Honfleur et Pont-l'Évêque, où 4 compagnies sont demeurées sous les ordres de Boishamel, puis est envoyé à Carentan. 
Affecté à l'armée du Nord après la déclaration de guerre, le bataillon se met en
route le 25 mai, passe à Hesdin le 9 juin, à Saint-Pol le 10 juin, à Arras le 11 juin et arrive à Lille le 14 juin d’où il est aussitôt dirigé sur Valenciennes pour y tenir garnison. 
En juillet, il fait partie de la division de Jarry et prend part le 15 août à l'affaire du camp de Maulde.

Le 8 septembre il se trouve à Valenciennes et le 15 au Quesnoy. En octobre il fait partie de l'armée de Belgique, 2e ligne, 13e brigade, sous le commandement du  général de Blottefière.
 Le 6 novembre, il est à la bataille de Jemappes puis à l'entrée dans Bruxelles le 14 novembre ou le bataillon, composé de 387 hommes, prend ses quartiers d'hiver.

### 1793
En mars 1793, le bataillon est entraîné dans la retraite de l'armée, et se bat à Neerwinden le 18 et, après la défection de Dumouriez, il est affecté à nouveau à la garnison de Valenciennes, où, en avril, il est complété par de nombreuses recrues. Le 29 avril il assiste à
un combat près de Valenciennes et fournit, le 8 mai, une compagnie au 9e bataillon de la formation d'Orléans, puis est bloqué dans Valenciennes, sous les ordres du  général Jean Henri Becays Ferrand. Il se distingue dans une affaire sous les murs de la place, le 25 mai, et prend part à toutes les sorties sans se laisser abattre et sans « partager l'insurrection des habitants » jusqu'à la capitulation du 28 juillet.

Le bataillon sort de la ville le 3 août sur parole et est dirigé sur la Vendée, où il fait d'abord partie de l'armée de l'Ouest. Le 3 octobre il cantonne à Orléans.

### 1794
Le 18 février 1794 il est 1794 à son dépôt à Saumur.

Le 20 mars, les 260 hommes du bataillon passent sous les ordres du général Louis Grignon, et se trouve le 19 juin à Concourson-sur-Layon, où il fait partie de la 3e division commandée par le général Jean Alexandre Caffin  avant d'être dirigé sur le camp de Thouars en juillet.
 
Le 17 septembre le bataillon passe à Saumur ou il reçoit l'apport de 429 réquisitionnaires avant de rejoindre le camp de Thouars qu'il occupe jusqu'à la fin de l'année.

### 1795
Le 17 mars le bataillon se trouve à Saint-Jean, avec un effectif de 837 hommes. Le 16 mai il est à Argentan, le 7 août à Machecoul et le 11 septembre à Port-Saint-Père.

Après la pacification de la Vendée il est envoyé dans l'intérieur et est employé dans la garnison de Lyon.

### 1796
Le bataillon reste en garnison à Lyon toute l'année, et y est amalgamé, le 2 septembre, avec 
- le 14e bataillon de volontaires de la Seine-Inférieure également appelé 3e bataillon de volontaires de Rouen
- la 28e demi-brigade de première formation (2e bataillon du 14e régiment d'infanterie (ci-devant Forez), 6e bataillon de volontaires de la Manche, 10e bataillon de volontaires de la Manche)
- la 184e demi-brigade de première formation (2e bataillon du 104e régiment d'infanterie, 27e bataillon de volontaires des réserves et 9e bataillon de volontaires du Pas-de-Calais), et
- le dépôt du 2e bataillon du 15e régiment d'infanterie,

pour former la 40e demi-brigade de deuxième formation.

## Biographie de personnes ayant servi au2ebataillonde volontaires de l'Eure

### Charles Nicolas Adrien Delanney
Charles Nicolas Adrien Delanney est né à Rouen le 10 octobre 1761. En 1782-1783 il est dans compagnie des gendarmes de Monsieur, puis est élu lieutenant-colonel en chef du 2e bataillon de l'Eure le 21 septembre 1791. Promu adjudant général le 15 mai 1793 et général de brigade le 13 juin 1794, il est tué à la bataille de Mondovi le 13 mai 1799.